# Ilha de Bissau

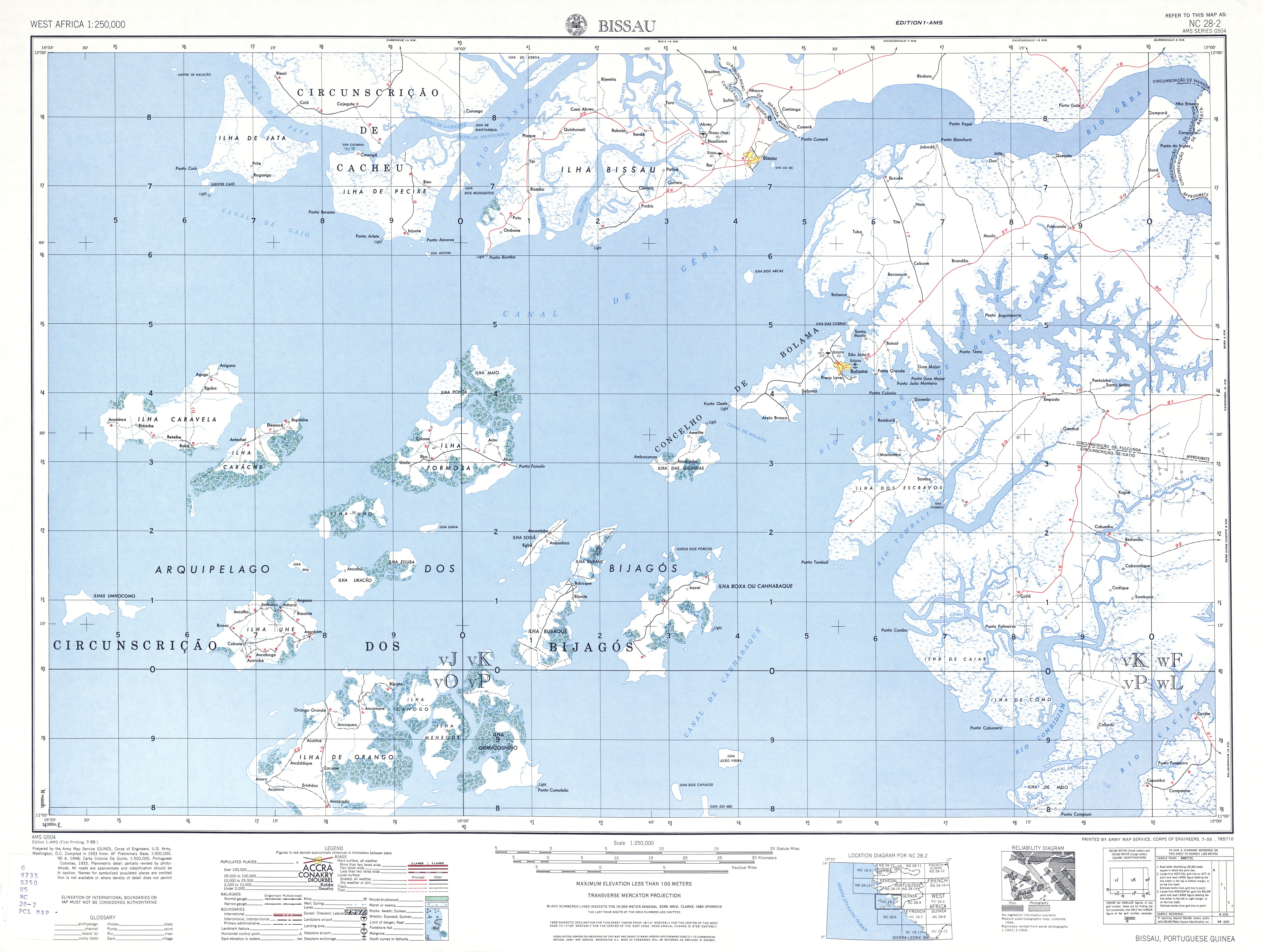
Ilha de Bissau acima do Canal-Estuário do Geba.

A Ilha de Bissau é uma ilha estuarina da Guiné-Bissau, a mais densamente povoada das muitas ilhas do país, dado que abriga a maior parte da população da Região Metropolitana de Bissau (exceto Nhacra), além do sector de Quinhamel, portando sendo a totalidade da região de Biombo e do Sector Autónomo de Bissau. Geograficamente é parte do arquipélago de Bissau (ou de Mansoa).
Seus limites aquáticos formadores são o canal do Impernal (leste), rio Mansoa (norte e oeste) e estuário do Geba (sul). A ilha também é o nascedouro de muitos cursos d'água importantes como os rios Bijemita, Cana, Ondoto, Pefiné, Petu e o Safim, além de inúmeros outros pequenos rios.